# Сасакул, Чатчай
Чатчай Сасакул (англ. Chatchai Sasakul, родился 5 февраля 1970 в Бангкок, Таиланд) — тайский боксёр-профессионал, выступающий в суперлёгкой (Super Flyweight) весовой категории. Экс-чемпион мира по версии Всемирного боксерского совета (ВБС, WBC), который завоевал победив россиянина Юрия Арбачакова.
Наилучшая позиция в мировом рейтинге по боксу: 18-й.